# Âge des dieux

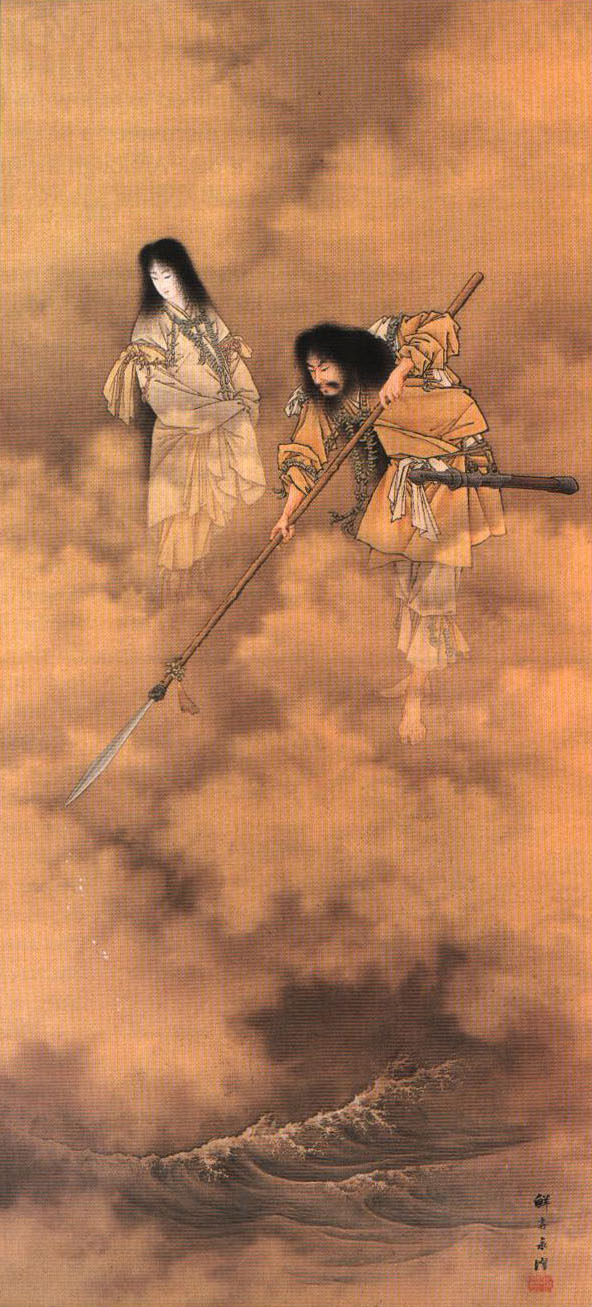
Izanagi et Izanami. Peinture de Kobayashi Eitaku, c. 1885.

Dans la mythologie japonaise, l'Âge des dieux (神代, kamiyo ou jindai) est la période précédant l'accession de Jimmu, premier empereur du Japon. Les mythes kamiyo sont rapportés dans le « rouleau supérieur » (Kamitsumaki) du Kojiki ainsi que dans les premier et deuxième chapitres du Nihon Shoki. Les règnes de l'empereur Jimmu et des monarques suivants sont considérés comme faisant partie de l'Âge des hommes (人代, hitoyo).

## Origine
Selon la mythologie ancienne, les îles japonaises ont été créées par Izanagi et Izanami, c'est-à-dire « celui qui invite » et « celle qui invite ». Ils se trouvent sur un pont d'or céleste les yeux fixés sur la terre et ses océans. Ils possèdent une lance ornée de bijoux appelée Amenonuhoko et donnée par les dieux ou kami avant eux. Ils plongent la lance dans l'océan et créent ainsi les îles du Japon, l'île d'Onogoro (« îles spontanément figées »). En descendant du ciel, Izanagi et Izanami créent leur maison et un auguste pilier central céleste. Décidé à peupler la terre, Izanagi fait le tour du côté gauche du pilier tandis qu'Izanami en fait le tour du côté droit. Quand ils se rencontrent de l'autre côté du pilier, Izanami salue son amour « oh, quel beau jeune homme ». Izanagi de son côté répond « Comme c'est délicieux, j'ai rencontré une belle jeune fille ». Comme Izanami est une femme et qu'elle adresse la première la parole à un homme, les dieux jugent cela inapproprié et maudissent le couple par leurs enfants.
Leur premier enfant Hiruko est né hideux et rejeté à cause de son atrocité. Ils ont beau essayer, ils ne parviennent pas à concevoir un bel enfant. Les dieux leur expliquent à chacun leur malédiction et décident de leur donner une nouvelle chance. Une fois de plus Izanagi et Izanami font le tour du pilier tout comme avant mais c'est Izanagi cette fois qui parle en premier. Leur accouplement est maintenant fructueux. Izanami donne naissance aux îles d'Awaji, Iyo (plus tard Shikoku), Oki, Tsukushi (plus tard Kyūshū), Iki, Tsushima, Sado et finalement Yamato (plus tard Honshū), la plus étendue. Ils nomment la terre « Oyashimakuni », la terre des Huit Grands Îles. Après cela, Izanami donne naissance en succession rapide aux autres îles mineures qui entourent les principales et au principal kami de la mer et du port, du vent, des arbres, des montagnes et ainsi de suite.
Beaucoup d'autres kami naissent du sein d'Izanami, tels qu'Amaterasu, la déesse Soleil, connue sous le nom « Ciel illuminé par la Grande Déité », et le dieu Lune, (Tsukiyumi). Son éclat d'argent n'est pas aussi beau que l'éclat d'or de sa sœur, la déesse du Soleil. Tandis que les deux sont assis dans les cieux, ils commencent leur rivalité fraternelle, se querellent, s'affrontent et décident enfin qu'ils ne peuvent plus se voir face à face, créant ainsi le jour et la nuit qui les sépare.
Le dernier kami conçu est le dieu du feu, Kagutsuchi. À la naissance, Kagutsuchi brûle gravement Izanami et glisse finalement dans la terre de Yomi, appelée enfer ou Hadès dans d'autres cultures. Les larmes que verse Izanagi à la mort de sa femme amènent de nouvelles divinités. Irrité par la vue du kami du feu nouveau-né qui est la cause de la mort d'Izanami, Izanagi tire son épée et décapite l'enfant. Le sang qui se coagule sur l'épée produit huit kami des arts martiaux, dont l'important Takemikazuchi-no-kami et son pair, Futsunushi no kami. Huit autres farouches kami des montagnes et de fer émergent du corps et des membres de l'enfant. Angoissé, Izanagi s'engage dans le monde souterrain pour secourir sa femme  et découvre rapidement la terrible vérité. Rien ne reste de sa bien-aimée Izanami  mais un cadavre de mort-vivant en putréfaction. Comme Izanagi s'enfuit horrifié, Izanami pousse des cris de colère contre son amour qui l'abandonne, « Tous les jours je tuerai mille personnes dans les terres que nous avons créées » et Izanagi répond, « tous les jours je créerai mille cinq cents personnes ».